# Aeroklub Szczeciński
Aeroklub Szczeciński – utworzony został już w grudniu 1945 roku, jako oddział regionalny Aeroklubu Polskiego.
Od początku ulokowany na lotnisku w prawobrzeżnej części Szczecina – Dąbiu przy ul. Przestrzennej 10, opodal jeziora Dąbie. Jest to trawiaste lotnisko sportowe, składające się z dwóch pasów startowych i hangaru oraz wieży obserwacyjnej.

## Historia
Aeroklub zorganizowany został na dawnym lotnisku komunikacyjnym założonym w latach 20. przez Niemców. W okresie przedwojennym wchodziło ono w skład sieci lotnisk komunikacyjnych Rzeszy Niemieckiej. Odbywały się stąd regularne loty komunikacyjne, także międzynarodowe. Ponieważ w tym okresie stawiano na rozwój wodnosamolotów lotnisko ulokowane zostało nad jeziorem Dąbie, kilka kilometrów od centrum miasta. Wyposażono je w infrastrukturę, która przetrwała do dziś. W jej skład wchodzą trzy hangary żelbetowe z przesuwanymi drzwiami, do centralnie położonego hangaru przylegają budynki administracyjno-szkoleniowe oraz wieża. Na terenie położonym bezpośrednio nad jeziorem stworzona została stacja do tankowania wodnosamolotów oraz obrotowa platforma. Zbudowano także system podziemnych zbiorników paliwa. Ponieważ lotnisko położone jest na terenie podmokłym, utworzono zaawansowany system odwadniający złożony z drenów oraz pomp elektrycznych do usuwania wody z płyty lotniska. Do lotniska dojeżdżał tramwaj z centrum miasta. W latach wojny budynki lotniska zostały pomalowane w plamy maskujące, które przetrwały do dziś.
Po drugiej wojnie światowej lotnisko zostało przejęte przez władze polskie. Zanim lotnisko uzyskało charakter wyłącznie rekreacyjno-sportowy było współużytkowane jako komunikacyjne przez PLL LOT. Taka sytuacja trwała do lat 60, kiedy to, ze względu na wzrost wielkości samolotów pasażerskich, utworzony został międzynarodowy port lotniczy w pobliżu Goleniowa. W okresie 1945–1990 szkoliło się tutaj dziesiątki osób rocznie, problemy lotniska rozpoczęły się w latach 80., kiedy to ówczesne władze PRL zadecydowały o organizacji międzynarodowego zlotu młodzieży socjalistycznej. Na płycie lotniska zorganizowano obozowisko dla kilkunastu tysięcy osób. Prace inżynierskie z tym związane zniszczyły drenaż płyty lotniska. Od tego czasu rozpoczęły się coroczne problemy z wodą stojącą na pasach startowych. Reszty dopełniła budowa nowego mostu łączącego prawo- i lewobrzeżną część Szczecina.

## Osiągnięcia sportowe
Paweł Pawlak wielokrotny mistrz Polski w Akrobacji Samolotowej (1973, 1979, 1980, 1982).
Maciej Nowaczyk zdobył I miejsce podczas VIII Szybowcowych Mistrzostw Polski Juniorów w klasie standard (Leszno, 16-30 sierpnia 1981).
Jest on dotychczas jedynym szybowcowym mistrzem Polski ze Szczecina.

## Teraźniejszość
Aeroklub Szczeciński prowadzi działalność w sekcjach:
- szybowcowej,
- spadochronowej,
- mikrolotów,
- modelarskiej,
- paralotniowej.

Prowadzone są szkolenia: szybowcowe, spadochronowe, paralotniowe.

Na lotnisku stacjonuje śmigłowiec Mi-2 Wojewódzkiej Komendy Policji.

## Sprzęt
W hangarze aeroklubu stoją:
- szybowce:
  - Puchacz, Jantar 2 i Jantar 2B.
- samoloty:
  - Antonow An-2